# Bok van Blerk
Bok van Blerk (született Louis Pepler) (1978. március 30. –) dél-afrikai énekes, aki afrikaans nyelven énekel. Híressé a 2006-os „De la Rey” című számával vált, melyet Sean Else és Johan Vorster írt.

## Élete és pályafutása
Van Blerk a pretoriai Hoërskool Die Wilgers iskolában tanult, majd külföldön dolgozott.
2006-ban Bok van Blerk and the Mossies kiadta első albumát Jy praat nog steed my taal (Még mindig az én nyelvemet beszéled) címmel. 2006-ban ugyanezt az albumot újra kiadták De la Rey címmel, ám már csak Bok van Blerk neve alatt jegyezték. Van Blerk elmondása szerint az „and the Mossies” azért került ki az együttes nevéből, mert a társénekesnő, Tanya van Graan inkább modellkarrierjére összpontosított. Van Blerket Jaco Mans (alkalmanként Manie van Niekerk) kíséri gitáron, Francois Coetzee basszusgitározik, míg a doboknál Nathan Smit ül.

## Viták a De la Rey szám körül
2007. február 6-án a dél-afrikai művészeti és kulturális ügyekért felelős minisztériuma állásfoglalást adott ki a De la Rey című dal népszerűsége körüli vitákkal kapcsolatban, mivel állítólag egyes afrikaner csoportok a dalt „csatában hívásként” értelmezték. Van Blerk koncertjein a közönség soraiban egyesek a régi dél-afrikai (melyet az apartheid idején használtak), máskor a transvaali zászlót lengették, míg a klip egy részében Oranje Szabad Állam zászlaja is látható. A Huisgenoot magazin egyik cikkében Pallo Jordan miniszter aggodalmát fejezte ki, hogy a dalt jobboldali csoportok saját céljaikra használhatják, ugyanakkor sok sikert kívánt az énekesnek. Megjegyezte továbbá, hogy nincs problémája az ellenzéki tüntetésekkel, amennyiben azok törvényes kereten belül maradnak.
Van Blerk kifejtette: nem azonosul a régi dél-afrikai zászlóval, és nem is szeretné, ha kapcsolatba hoznák vele. Ugyanakkor kiáll az afrikaans kultúra népszerűsítése mellett, és nem fog részt venni olyan koncerten, melyet a 94.7 Highveld Stereo rádió szervez, az állomás ugyanis nem hajlandó afrikaans nyelvű zenéket játszani (holott az az ország 11 hivatalos nyelve között szerepel). Leszögezte továbbá, hogy nem szimpatizál a Boeremag nevű radikális szervezettel, és nem hiszi, hogy az erőszak lenne a megoldás az ország számos problémájára. Rámutatott, hogy Koos De la Rey tábornok békepárti volt, és a végsőkig ellenezte a háborút az angolokkal. Koos Kombuis, egy másik népszerű dél-afrikai énekes felhívta továbbá figyelmet arra is, hogy az album egyik száma egy színes bőrű rögbijátékosról, Bryan Habanáról szól.

## Diszkográfia
De la Rey (Jy praat nog steeds my taal), 2006
1. De la Rey
2. Praat nog steeds my taal
3. Vodka en OJ
4. Hatfield Jol
5. Die Bok kan blêr
6. Lenteblomme
7. So waai die wind
8. Stuk van jou
9. Op Walvisbaai
10. '68 Chevy
11. Katie
12. Girls in bikinis
13. Habana!

Afrikanerhart, 2009
1. Tyd Om Te Trek
2. Afrikanerhart
3. Super Schalk
4. Brandewyn Het Nie Brieke Nie
5. Jou Pa Is Hier
6. Klaar Met My
7. Die Kaplyn
8. My Angel
9. Die Kleur Van My Vel
10. Boeregirl
11. Seilvisskoffel
12. Miss USA
13. Nooit Weer Gesien Nie
14. Sink of Swem
15. Pa En Seun

## Külső hivatkozások
- Bok van Blerk De la Rey albuma az iTunes UK & Europe-on
- Bok van Blerk De la Rey albuma az iTunes USA-en
- Bok van Blerk honlapja
- A De la Rey videóklipje. YouTube [halott link]
- A Tyd Om Te Trek videóklipje. YouTube